# Liste de points extrêmes de la Turquie

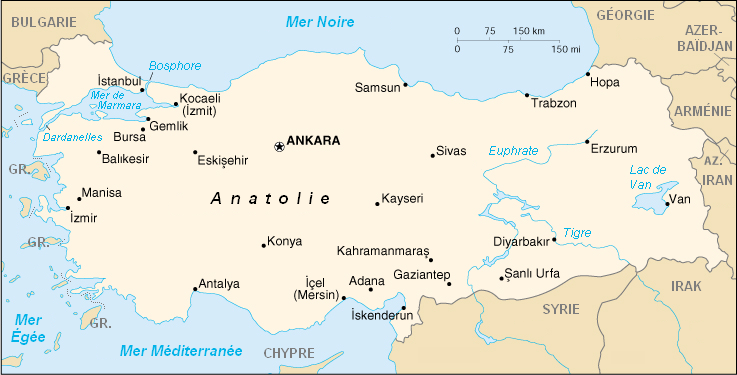
Carte de la Turquie

Liste de points extrêmes de la Turquie

## Points géographiques
- Nord : Kofçaz 42° 06′ 21″ N, 27° 14′ 27″ E
- Sud : Yayladağı 35° 48′ 46″ N, 36° 09′ 08″ E
- Est : Aralık/Iğdır 39° 39′ 03″ N, 44° 49′ 04″ E
- Ouest : île Gökçeada 40° 07′ 30″ N, 25° 39′ 56″ E

## Altitude
- Sommet : Mont Ararat altitude 5 165 m[1] 39° 42′ 07″ N, 44° 17′ 54″ E
- Point le plus bas : près de Akyatan , −2,8 m

## Sources
- (en) Cet article est partiellement ou en totalité issu de l’article de Wikipédia en anglais intitulé « List of extreme points of Turkey » (voir la liste des auteurs).